# Ruslan Sultanowitsch Auschew
Ruslan Sultanowitsch Auschew (russisch Руслан Султанович Аушев; * 29. Oktober 1954 in Wolodarskoje, Oblast Koktschetaw, Kasachische SSR, Sowjetunion) ist ein sowjetischer, später russischer General und Politiker inguschischer Nationalität. Von März 1993 bis Dezember 2001 war er Präsident der Republik Inguschetien.

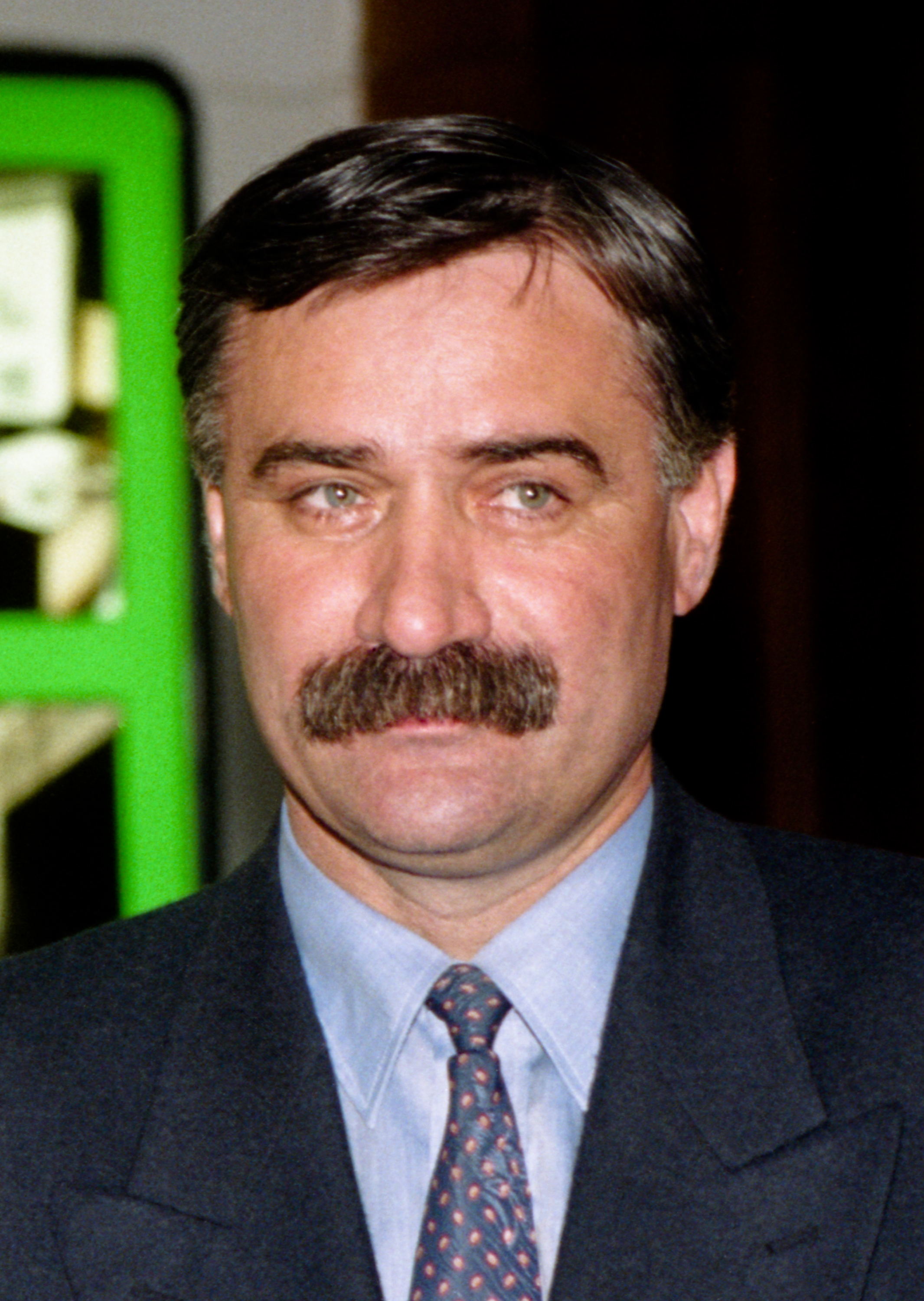
Ruslan Auschew (1996)

## Leben
Ruslan Auschew erhielt seine Ausbildung zum Offizier in der Sowjetarmee, war als Kommandeur in Afghanistan eingesetzt und wurde 1982 mit dem Orden Held der Sowjetunion ausgezeichnet. Vom März 1989 bis August 1991 war er Abgeordneter des Kongresses der Volksdeputierten der RSFSR, wo er die Region Primorje vertrat.
Nach der Aufspaltung der ursprünglich gemeinsamen Teilrepublik Tschetscheno-Inguschetien in Tschetschenien und Inguschetien trat Auschew am 28. Februar 1993 als einziger Kandidat zur Wahl um die Präsidentschaft in Inguschetien an, die er nach offiziellen Angaben mit 99,99 % der Stimmen gewann. Im März 1997 wurde er Mitglied im Föderationsgremium Russlands für Probleme der Teilrepublik Tschetschenien. 1998 wurde er mit ca. 67 % der erhaltenen Stimmen als Präsident wiedergewählt.
Am 31. Mai 2000 wurde Auschew per Erlass von Wladimir Putin im Rang des Generalleutnants der Streitkräfte der Russischen Föderation in die Reserve entlassen. Am 28. Dezember 2001 trat er als Präsident zurück, um Neuwahlen zu erzwingen, zu denen er selbst nicht wieder antrat. „Auschew, der nicht für eine dritte Amtszeit kandidierte, hat sich wiederholt für eine politische Lösung des Tschetschenien-Konflikts ausgesprochen und Präsident Putin zu Verhandlungen mit dem tschetschenischen Präsidenten Aslan Maschadow aufgefordert.“